# Palais des congrès et de la culture du Mans
Pour les articles homonymes, voir Palais des congrès.
Le Palais des congrès et de la culture du Mans est un palais des congrès situé dans la ville du Mans le département français de la Sarthe. Il accueille des évènements culturels et de divertissement majeurs : forums, conférences, galas ou représentations artistiques. Son usage est limité grâce à la salle Antarès, autre grande salle de représentation de la ville du Mans. Une rénovation et un agrandissement sont en projet[Quand ?] pour passer de 5 500 m2 à 10 000 m2.
À l'intérieur, le palais dispose de 5 salles auditoriums allant de 100 à 1 400 places. Trois grandes salles de réception sont également à disposition.
Il est équipé d'un parking souterrain privé payant.

## Localisation
Situé dans le quartier gare Nord, face au port et au parc de l’Île aux Planches, entre les halles et la maison des associations. Le bâtiment est directement relié à la cité « cénomane ».

## Architecture
D'une architecture innovante conçue par les architectes Fabre et Perrotet, il dispose de jardins publics situés derrière le bâtiment principal.

## Événements annuels majeurs
- Le Forum Le Monde-le Mans s'y déroule chaque année

## Autres événements
Il a accueilli le 21e congrès du Parti socialiste en vue de l’élection présidentielle de 2007.